# Henryk II Pobożny

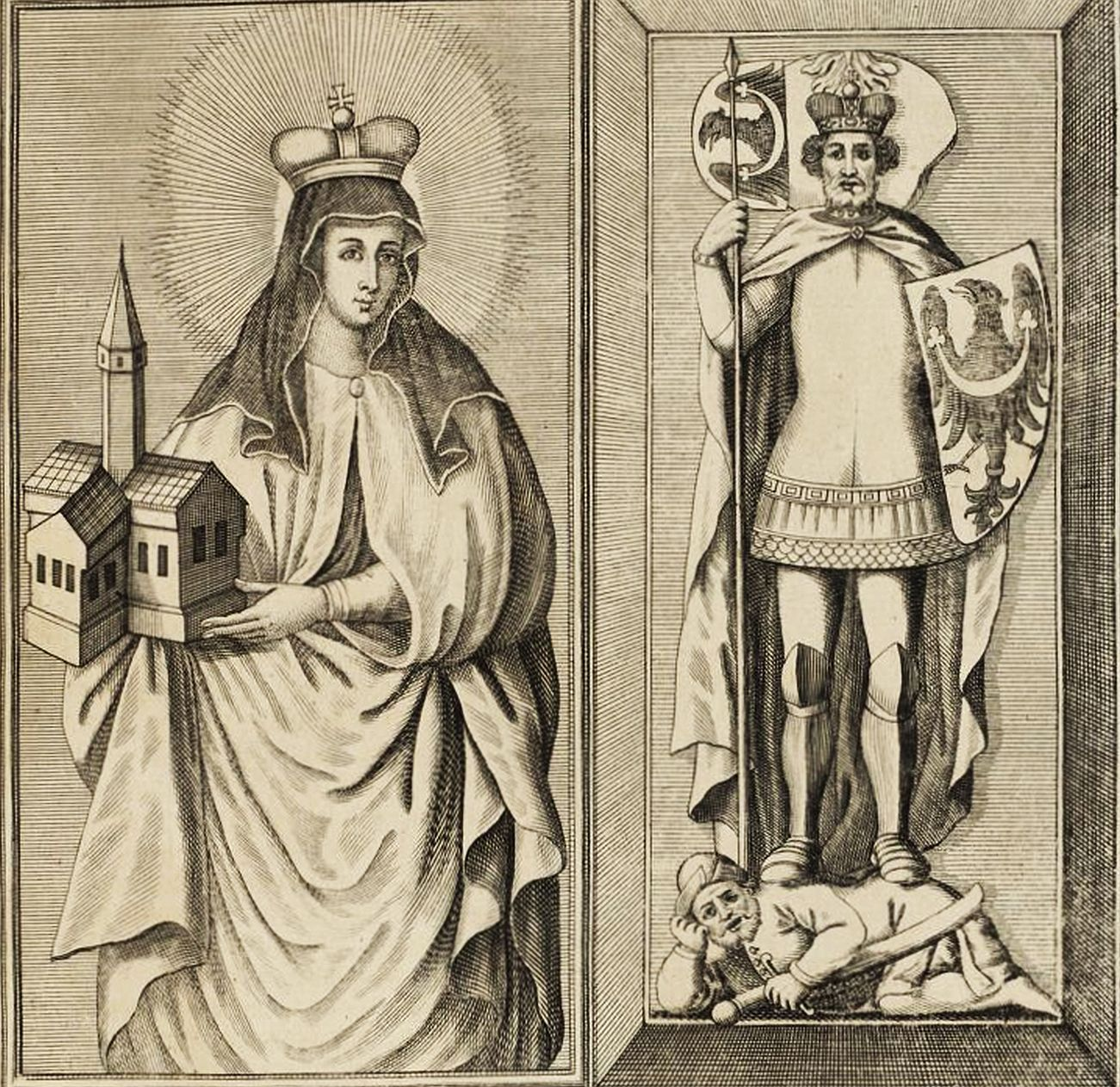
Anna Czeska i Henryk II Pobożny

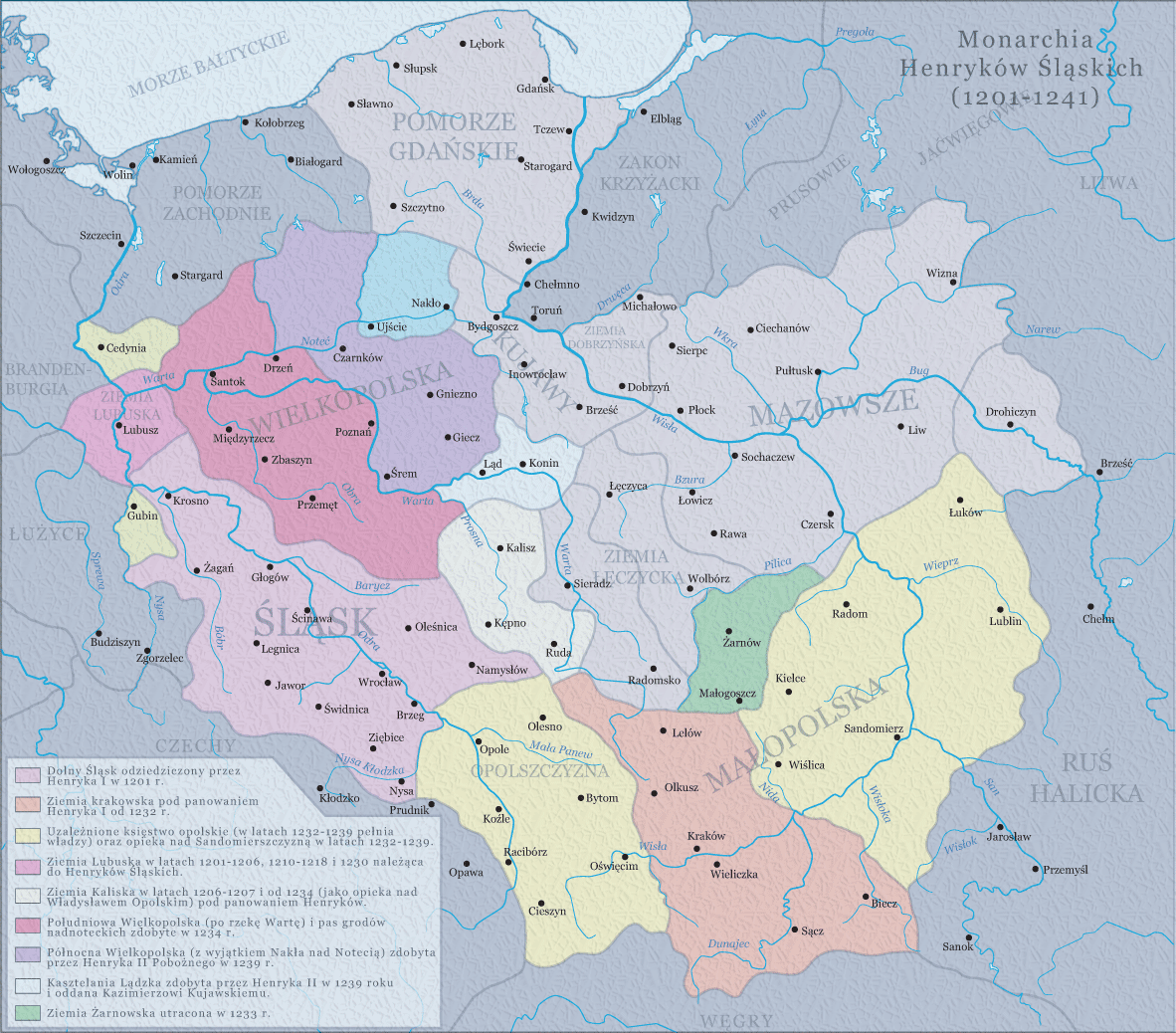
Monarchia Henryków Śląskich (1201-1241)

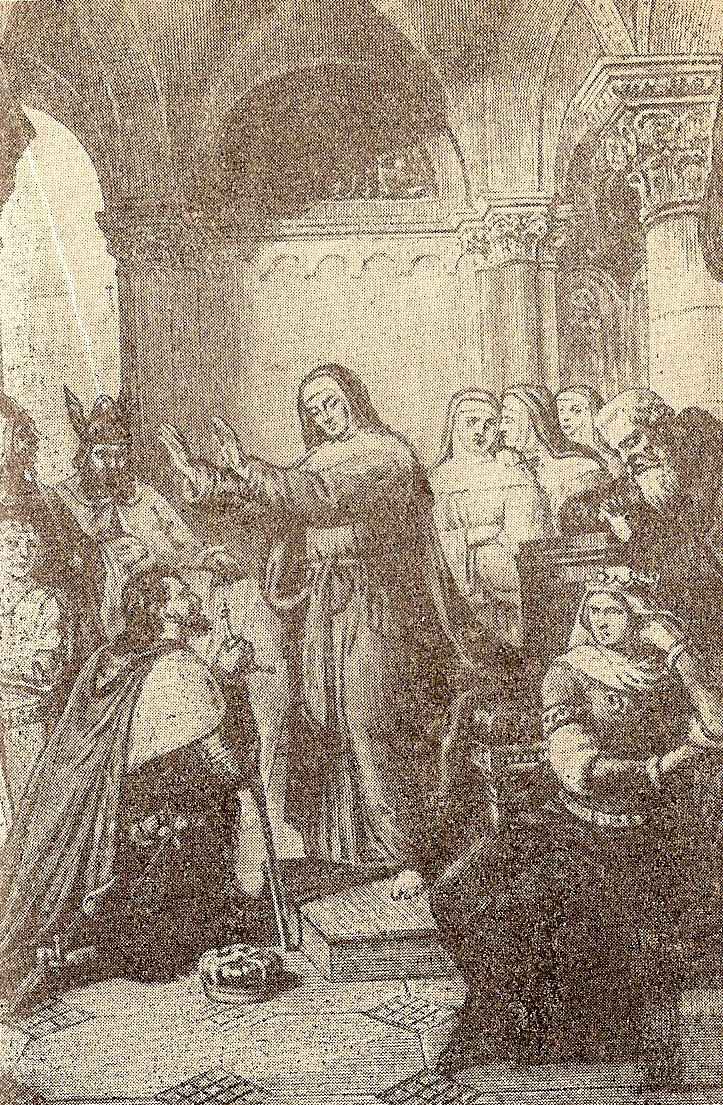
Św. Jadwiga błogosławi wyruszającego w bój Henryka Pobożnego, graf. Aleksandra Lessera.

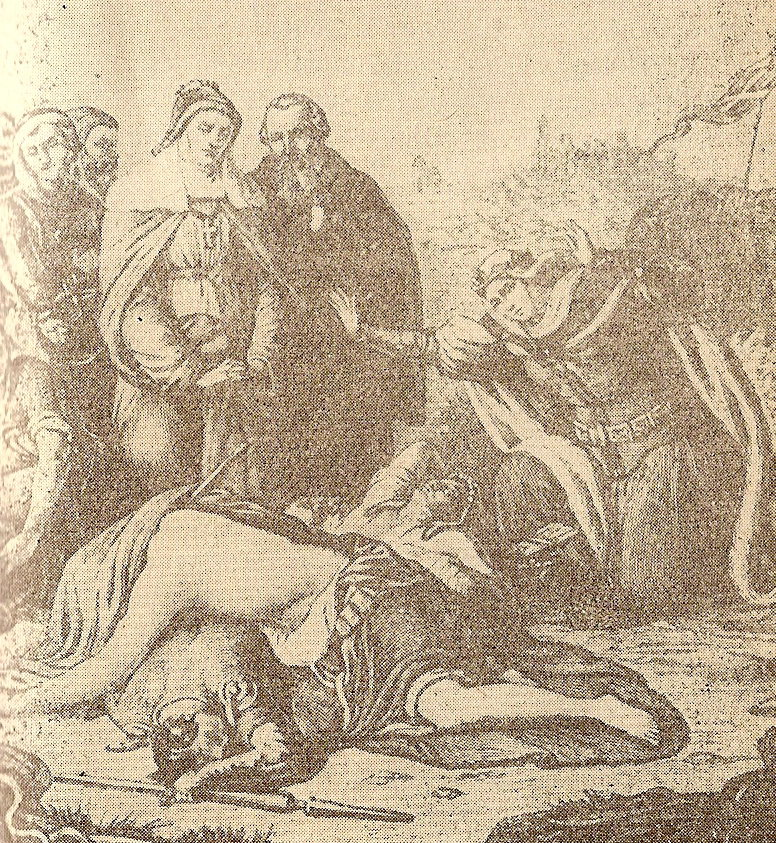
Św. Jadwiga i Anna Czeska rozpaczające nad zwłokami Henryka Pobożnego

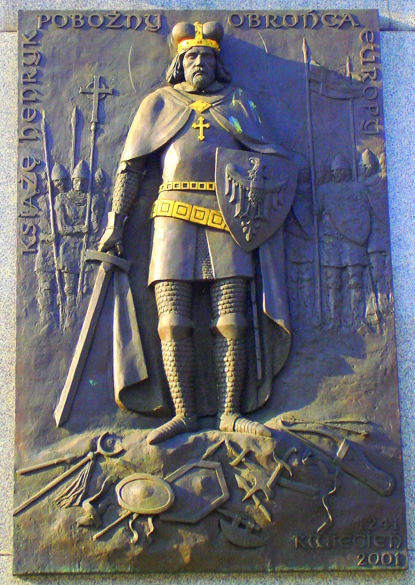
Plac Orląt Lwowskich w Legnicy - relief na pomniku upamiętniającym Jubileusz Roku 2000 i 760-lecie bitwy stoczonej w 1241 roku na legnickich polach

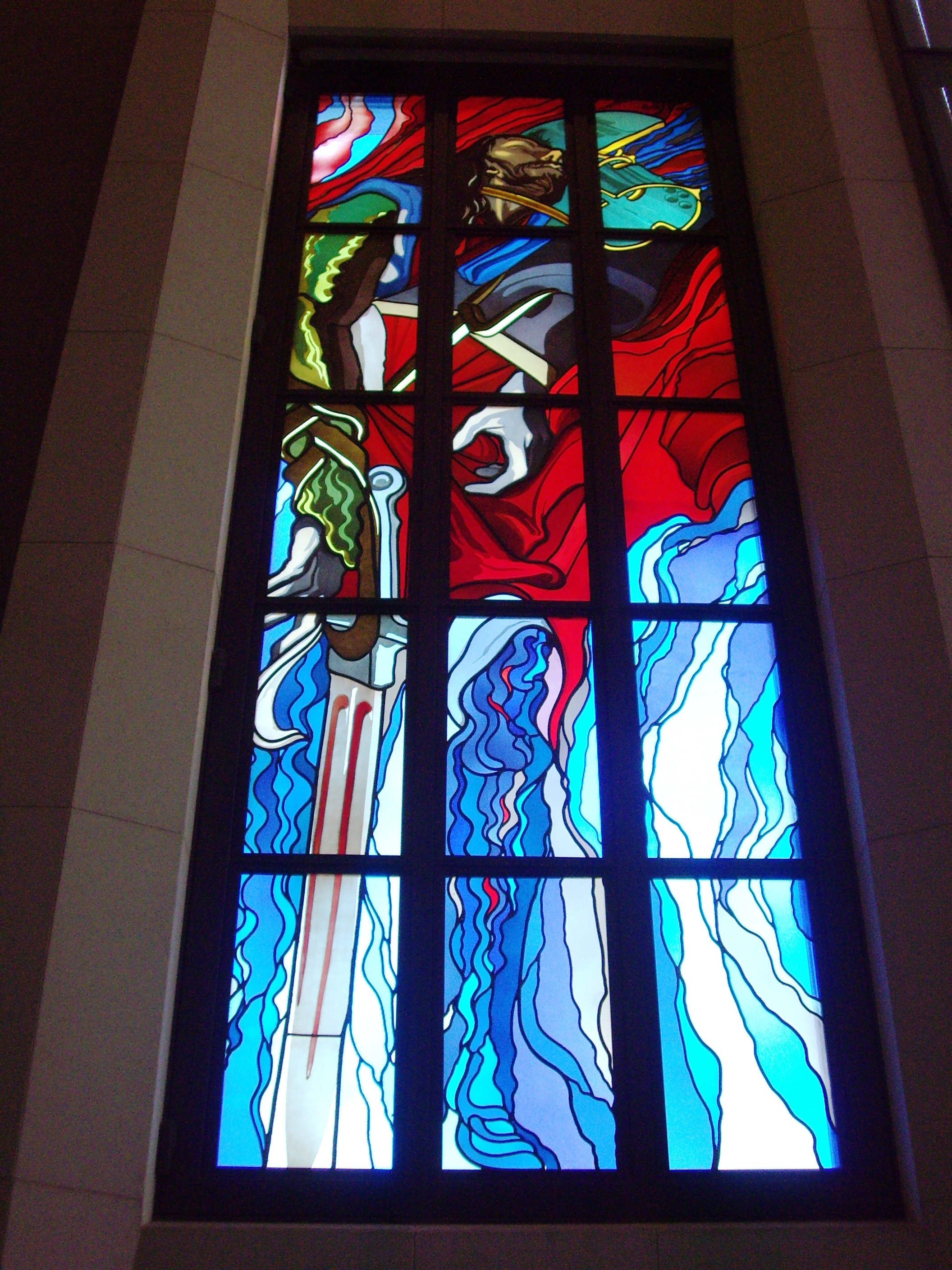
Stanisław Wyspiański, Henryk Pobożny

Henryk II Pobożny (ur. 1196/1207, zm. 9 kwietnia 1241 na Legnickim Polu) – książę śląski, krakowski i wielkopolski 1238–1241 (do 1239 tylko w południowej Wielkopolsce po linię rzeki Warty) oraz Sługa Boży Kościoła katolickiego. Przez cały okres panowania nad ziemią kaliską i wieluńską (rudzką) sprawował wyłącznie opiekę nad małoletnimi książętami. W latach 1238–1239 rządził w księstwie opolskim i był regentem w sandomierskim. W 1238 odziedziczył po ojcu księstwo krakowskie. Kontynuował starania o koronę królewską. W czasie najazdu mongolskiego w 1241 stanął na czele koalicji wojsk wielu księstw polskich. Poległ w bitwie pod Legnicą.

## Pod opieką ojca
Henryk II Pobożny był trzecim pod względem starszeństwa synem Henryka I Brodatego i świętej Jadwigi z Andechs (po zmarłym w dzieciństwie Bolesławie i Konradzie Kędzierzawym). Nie wiadomo dokładnie, kiedy się urodził, pierwsza pewna informacja na jego temat pochodzi dopiero z 1208 roku. Już jednak pięć lat później, wobec tragicznej śmierci brata Konrada na polowaniu, Henryk stał się jedynym dziedzicem Dolnego Śląska. Jego wychowawcą w latach dzieciństwa był kanonik wrocławski Paweł, późniejszy biskup poznański. We Wrocławiu został ochrzczony. Niepewne są informacje o krwawej bitwie pod Studnicą pomiędzy oddziałami Henryka i Konrada. W bitwie tej Konrada mieli popierać przebywający na śląskim dworze Polacy, Henryka zaś Niemcy. Ojciec obu książąt miał natomiast bezczynnie przyglądać się krwawym zapasom. Wydarzeń tych nie potwierdzają inne źródła, dlatego uważa się, że najprawdopodobniej nigdy nie miały miejsca. Z inicjatywy jego ojca ożenił się w 1216 z dwunastoletnią księżniczką czeską – Anną Przemyślidką, córką króla Czech Przemysła Ottokara I, co umożliwiło Henrykowi I aktywniejszą politykę międzynarodową. Ślubu młodej parze udzielił prawdopodobnie biskup Andrzej z Pragi. Para doczekała się jedenastu dzieci. Wszyscy jego synowie byli wychowywani i kształceni przez nadwornych kapelanów, natomiast córki kształcono w klasztorze trzebnickim.
Henryk I Brodaty dość szybko dopuścił swego jedynego pozostałego przy życiu syna do współrządów, gdyż już od 1222 roku potwierdzał on dokumentowe nadania ojca. Dwa lata później dysponował także odrębną pieczęcią, dworzanami i notariuszem. Kiedy w 1227 roku doszło do zbrodni gąsawskiej, w wyniku których zginął książę krakowski Leszek Biały, a poważnym ranom uległ Henryk Brodaty, na barkach Henryka II po raz pierwszy spoczął ciężar rządów. Po raz drugi miało to miejsce dwa lata później, gdy Henryk Brodaty znalazł się w rękach Konrada I mazowieckiego. Z regencji tej musiał się wywiązać Henryk II doskonale, skoro w latach następnych ojciec nadal powierzał mu odpowiedzialne zadania, m.in. kierownictwo nad kampanią w latach 1229–1230, mającą na celu odzyskanie i zabezpieczenie Lubusza. W latach 1233 i 1234 Henryk II Pobożny zaś wspierał działania ojca w jego akcjach w Prusach i Wielkopolsce. Ukoronowaniem tej współpracy było oficjalne mianowanie Henryka II Pobożnego w 1234 roku koregentem. Nastąpił też wtedy formalny rozdział władzy - Henryk I Brodaty zaczął używać tytułu księcia śląskiego i krakowskiego, a Henryk II Pobożny – księcia (wielko)polskiego i śląskiego. Na samodzielne rządy przyszło Henrykowi II czekać do 19 marca 1238 roku, kiedy to w Krośnie Odrzańskim zmarł Henryk I Brodaty.

## Samodzielne rządy
Pomimo że Henryk II w chwili śmierci ojca miał około czterdziestu lat, przejęcie dziedzictwa nie odbyło się bez komplikacji. Właściwie w każdej części dziedzictwa był inny tytuł do sprawowania rządów. Silne i niepodważalne rządy Pobożny sprawował tylko na dziedzicznym Dolnym Śląsku. W Wielkopolsce (po linię rzeki Warty, gdyż w pozostałej części utrzymał się Władysław Odonic) i ziemi krakowskiej tytuł do sprawowania władzy opierał się na elekcji możnych (wprawdzie istniał jeszcze testament byłego księcia krakowskiego i wielkopolskiego Władysława Laskonogiego oddający całość dziedzictwa po nim Henrykom Śląskim, ale zarówno Władysław Odonic, jak i Konrad mazowiecki nie respektowali go). Na Opolszczyźnie i ziemi sandomierskiej Henryk II Pobożny sprawował władzę z tytułu opieki nad dorastającymi Mieszkiem II Otyłym i Bolesławem V Wstydliwym. Właśnie te ziemie pierwsze wyłamały się spod jego rządów. Wprawdzie Henryk pozostał w dobrych stosunkach z nowymi książętami Opola i Sandomierza, lecz musiał zwrócić im suwerenną władzę, co więcej: zwrócenie Mieszkowi Opolszczyzny nie oznaczało bynajmniej odzyskania ziemi kaliskiej i rudzkiej, w której w dalszym ciągu rządy pod zwierzchnictwem księcia wrocławskiego sprawowała Wiola wraz z młodszym synem Kazimierza I Władysławem. Tymczasem skomplikowała się sytuacja na północy. Otóż Brandenburczycy, korzystając ze śmierci Henryka Brodatego, zajęli ważny gród w Santoku i zagrozili Lubuszowi.
Do tych problemów doszły wkrótce nowe: było to zagrożenie ze strony Władysława Odonica i Konrada mazowieckiego oraz nieuregulowany konflikt z Kościołem, z arcybiskupem gnieźnieńskim Pełką, odziedziczony zresztą po ojcu, a tyczący się prerogatyw książęcych w dobrach biskupich. Henrykowi sprzyjało jednak szczęście – 5 czerwca 1239 roku zmarł Władysław Odonic, pozostawiając dwóch nieletnich synów, Przemysła i Bolesława. Korzystając z tych okoliczności książę śląski zajął większość posiadłości Odonica z Gnieznem na czele, pozostawiając Władysławowicom Nakło nad Notecią i Ujście. Kolejne posunięcia Henryka II były jednak mistrzowskie: mianowicie porzucił on obóz niemieckich cesarzy Hohenstaufów wspieranych wcześniej przez ojca i dziada i przeszedł na stronę papieską, co od razu zażegnało konflikt z Kościołem. Następnie unikając konfliktów z innymi książętami piastowskimi wydał swoją córkę Konstancję za syna Konrada mazowieckiego, Kazimierza kujawskiego, oddając w posagu bogatą kasztelanię lądzką. Następnie w 1239 uderzył na Brandenburczyków, pobił ich w bitwie pod Lubuszem, który oblegali, i odzyskał zajęty gród w Santoku.

## Najazd Mongołów, bitwa pod Legnicą i śmierć Henryka
Na wschodzie pojawił się nowy przeciwnik w postaci Mongołów pod wodzą Batu-chana, którzy po pokonaniu i zniszczeniu księstw ruskich za kolejny cel wybrali Królestwo Węgier. Batu-chan słusznie przewidywał, że w przypadku wojny z Węgrami zapewne przyjdzie im pomoc z Polski. Wysłał więc na Polskę armię w sile 10000 wojowników pod wodzą Ordu. Już w styczniu 1241 roku pojawiły się pod Lublinem i Zawichostem oddziały zwiadowcze, jednak prawdziwa inwazja ruszyła miesiąc później. W Małopolsce Mongołowie nie mieli równego sobie przeciwnika, pokonując zastępy rycerstwa krakowskiego i sandomierskiego kolejno pod Turskiem Wielkim, Tarczkiem, by 18 marca 1241 zadać decydującą klęskę wojewodzie krakowskiemu Włodzimierzowi i kasztelanowi krakowskiemu Klemensowi pod Chmielnikiem. Obaj dygnitarze zginęli i Małopolska, łącznie z głównymi grodami prowincji, Krakowem i Sandomierzem, znalazła się w rękach Mongołów. Henryk II Pobożny nie podejmował wyzwania i czekając na obiecaną pomoc ze strony zachodnich władców zaczął koncentrować ocalałe resztki oddziałów małopolskich i świeże oddziały śląskie i wielkopolskie w rejonie Legnicy. Władcy europejscy zainteresowani jednak bardziej rozgrywkami pomiędzy cesarstwem a papiestwem zignorowali prośby Henryka. Wyjątkami tutaj byli tylko rycerze spod znaków templariuszy i joannitów oraz król czeski Wacław I, który jednak ostatecznie uchylił się od pomocy, zatrzymując swoje oddziały w odległości jednego dnia od Legnicy (obawiał się pewnie, że w przypadku klęski wojsk chrześcijańskich Królestwo Czech stanie się łatwym łupem wojsk mongolskich).
Bitwa rozegrała się 9 kwietnia 1241 i zakończyła kompletną klęską wojsk Henryka II i śmiercią księcia na polu bitwy.
Przyczyny przegranej powszechnie upatruje się w nieznanych Europejczykom sposobach walki i w niespodziewanej ucieczce z pola walki hufca Mieszka II Otyłego (to właśnie po ucieczce księcia opolskiego Henryk II miał według Długosza powiedzieć słynne zdanie: „Gorze nam się stało”). Zachowały się dwa opisy śmierci księcia śląskiego; jeden, przekazany przez Jana Długosza, uważa się dzisiaj za mniej prawdopodobny, drugi, autorstwa C. de Brigia w Historii Tartarorum, jako źródło bliższe wydarzeniom i oparte na relacji bezpośrednich świadków (Mongołów), uznawany jest obecnie za bardziej wiarygodny. Na szczęście dla Polski Mongołowie nie zamierzali jej zajmować, gdyż wkrótce po starciu legnickim (po epizodycznym podejściu pod mury Legnicy i próbie wymuszenia poddania grodu) ruszyli przez Morawy na Węgry, chcąc się połączyć z główną armią Batu-Chana. Ciało Henryka Pobożnego, jako że pozbawione głowy i obdarte z ubrań, zostało zidentyfikowane przez jego matkę dzięki pewnemu szczegółowi anatomicznemu. Henryk II Pobożny miał mieć bowiem u lewej stopy sześć palców, co zostało potwierdzone podczas otwarcia jego grobowca w 1832 roku. Henryk został pochowany w ufundowanym przez siebie klasztorze franciszkańskim we Wrocławiu.
W 1944 roku ciało Henryka Pobożnego zostało zabrane z grobowca przez naukowców niemieckich i poddane badaniom laboratoryjnym. Próbowano dowieść, czy książę był Aryjczykiem. W okresie oblężenia Wrocławia ciało zaginęło.

## Tablica przodków
| Tablica rodowodowa                                                                  | | | | |
| Pradziadkowie                                                                       | Władysław II Wygnaniec, książę Polski (1105–30.05.1159) Agnieszka Babenberg, księżna śląska i krakowska (1111–25.01.1163) | ? | Bertold III, margrabia Istrii (1115–14.12.1188) Jadwiga von Wittelsbach (1125–16.07.1174)                        | Dedo III, margrabia Łużyc (1136–16.08.1190) Matylda von Heinsberg (~1130–20.11.1189)                             |
| Dziadkowie                                                                          | Bolesław I Wysoki, książę śląski (1127–8.12.1201) Krystyna (1150–1206)                                                    | Bolesław I Wysoki, książę śląski (1127–8.12.1201) Krystyna (1150–1206)                                     | Bertold IV, książę Andechs, Meranii (1159–12.08.1204) Agnieszka von Rochlitz, księżna Meranii (~1152–25.03.1195) | Bertold IV, książę Andechs, Meranii (1159–12.08.1204) Agnieszka von Rochlitz, księżna Meranii (~1152–25.03.1195) |
| Rodzice                                                                             | Henryk I Brodaty, książę wrocławski, opolski i kaliski (1168–19.03.1238) św. Jadwiga Śląska (?–14.10.1243)                | Henryk I Brodaty, książę wrocławski, opolski i kaliski (1168–19.03.1238) św. Jadwiga Śląska (?–14.10.1243) | Henryk I Brodaty, książę wrocławski, opolski i kaliski (1168–19.03.1238) św. Jadwiga Śląska (?–14.10.1243)       | Henryk I Brodaty, książę wrocławski, opolski i kaliski (1168–19.03.1238) św. Jadwiga Śląska (?–14.10.1243)       |
| Sługa Boży Henryk II Pobożny, książę śląski, krakowski i wielkopolski (?–9.04.1241) | | | | |

## Potomstwo
Śmierć Henryka II Pobożnego na polach pod Legnicą w krótkim czasie doprowadziła do rozpadu „Monarchii Henryków Śląskich” i uniemożliwiła zjednoczenie Polski jeszcze w połowie XIII stulecia. Henryk pozostawił po sobie pięciu synów (byli to Bolesław II Rogatka, Mieszko lubuski, Henryk III Biały, Konrad I głogowski i Władysław wrocławski, arcybiskup Salzburga) i pięć córek (Gertruda – żona Bolesława I mazowieckiego, Konstancja – żona Kazimierza I kujawskiego, Elżbieta – żona Przemysła I, Agnieszka – opatka klasztoru cysterskiego w Trzebnicy i Jadwiga – opatka klasztoru klarysek we Wrocławiu). Mimo tylko trzyletnich rządów Henryka II Pobożnego książę śląski, wielkopolski i krakowski pozostał w pamięci potomnych jako idealny rycerz i władca chrześcijański, na co na pewno rzutowała tragiczna śmierć w bitwie pod Legnicą.

## Proces beatyfikacji
Z inicjatywy zawiązanego 9 kwietnia 2015 w Legnicy, Stowarzyszenia Sióstr i Braci Henryka Pobożnego i Anny Śląskiej powstała propozycja wyniesienia go na ołtarze. Biskup legnicki Zbigniew Kiernikowski, 4 maja 2017 początkowo ustanowił ks. prof. Stanisława Araszczuka postulatorem procesu na szczeblu diecezjalnym, po czym Stolica Apostolska 23 czerwca tegoż roku wydała zgodę tzw. Nihil obstat na rozpoczęcie procesu jego beatyfikacji. 5 czerwca 2021 w diecezji legnickiej rozpoczął się proces jego beatyfikacji w bazylice Podwyższenia Krzyża Świętego i św. Jadwigi Śląskiej w Legnickim Polu uroczystą mszą świętą pod przewodnictwem bp. Zbigniewa Kiernikowskiego, a nowym postulatorem w procesie diecezjalnym został mianowany ks. prof. dr hab. Bogusław Drożdż. Odtąd przysługuje mu tytuł Sługi Bożego.

## Pomniki
Henryka Pobożnego upamiętnia renesansowa płaskorzeźba umieszczona w portalu bramy wjazdowej Zamku Piastów Śląskich w Brzegu. W Krakowie, w ścianie Pawilonu Wyspiańskiego na Starym Mieście eksponowany jest witraż przedstawiający Henryka Pobożnego, zaprojektowany przez Stanisława Wyspiańskiego dla katedry wawelskiej.